# Parque natural del Danubio Superior
El Parque natural del Danubio Superior (Naturpark Obere Donau) es un parque natural en la región del Danubio Superior en el sur de Alemania donde el río pasa por el Jura de Suabia. Tiene un área total de unos 135.000 ha.